# Alpha Flight
Alpha Flight («Division Alpha» en francés) és un supergrup pancanadenc de personatges de ficció de còmic, propietat de l'editorial Marvel i protagonistes dels seus propis còmics homònims: creat pel dibuixant i llavors coargumentista de The X-Men John Byrne l'any 1979, el grup al complet aparegué per primera volta en el número 120 d'aquesta sèrie. Sovint lligats als X-Men i, especialment, al personatge també canadenc de Wolverine, Alpha Flight obtingueren col·lecció pròpia l'any 1983, també a càrrec de Byrne. D'ençà, la història del grup i els seus membres ha evolucionat al llarg de quatre volums i moltes aparicions en altres títols.
Els Alpha Flight són rellevants dins els còmics superheroics per ser un grup estrictament canadenc —quasi tots els superherois clàssics són estatunidencs– però heterogeni que, en l'origen, incloïa personatges representatius de quasi totes les províncies canadenques, com per exemple natius de les Primeres Nacions o francòfons del Quebec: un d'ells, Northstar, és el primer superheroi obertament homosexual i catòlic. Fins i tot el llavors primer ministre del Canadà en la realitat, Pierre Elliott Trudeau, eixí en les primeres aparicions del grup.
L'última sèrie pròpia d'Alpha Flight fon cancel·lada el 2012, però en 2011 el director de cinema Vincenzo Natali (Cube) es va oferir a dirigir una pel·lícula d'acció amb estos personatges.
El 2018, un altre director, Kevin Smith, suggerí que una pel·lícula d'Alpha Flight amb Northstar contribuïria a visibilitzar la diversitat d'estereotips.

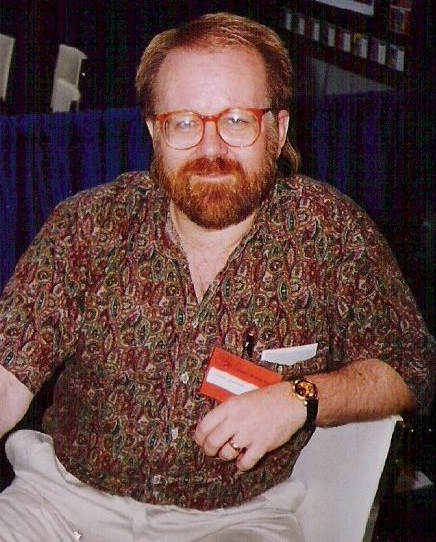
John Byrne, l'any 1992

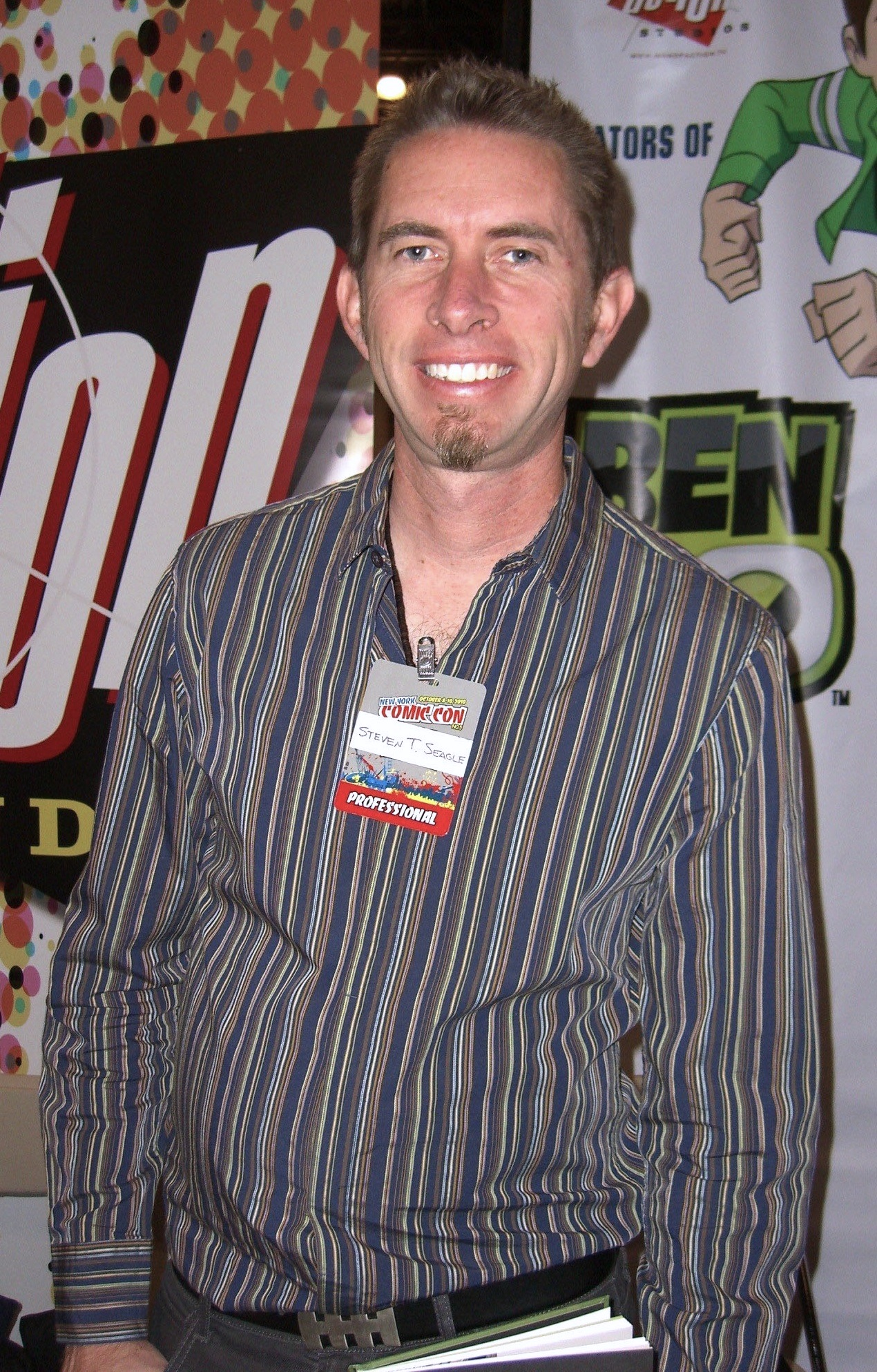
Steve Seagle en 2010

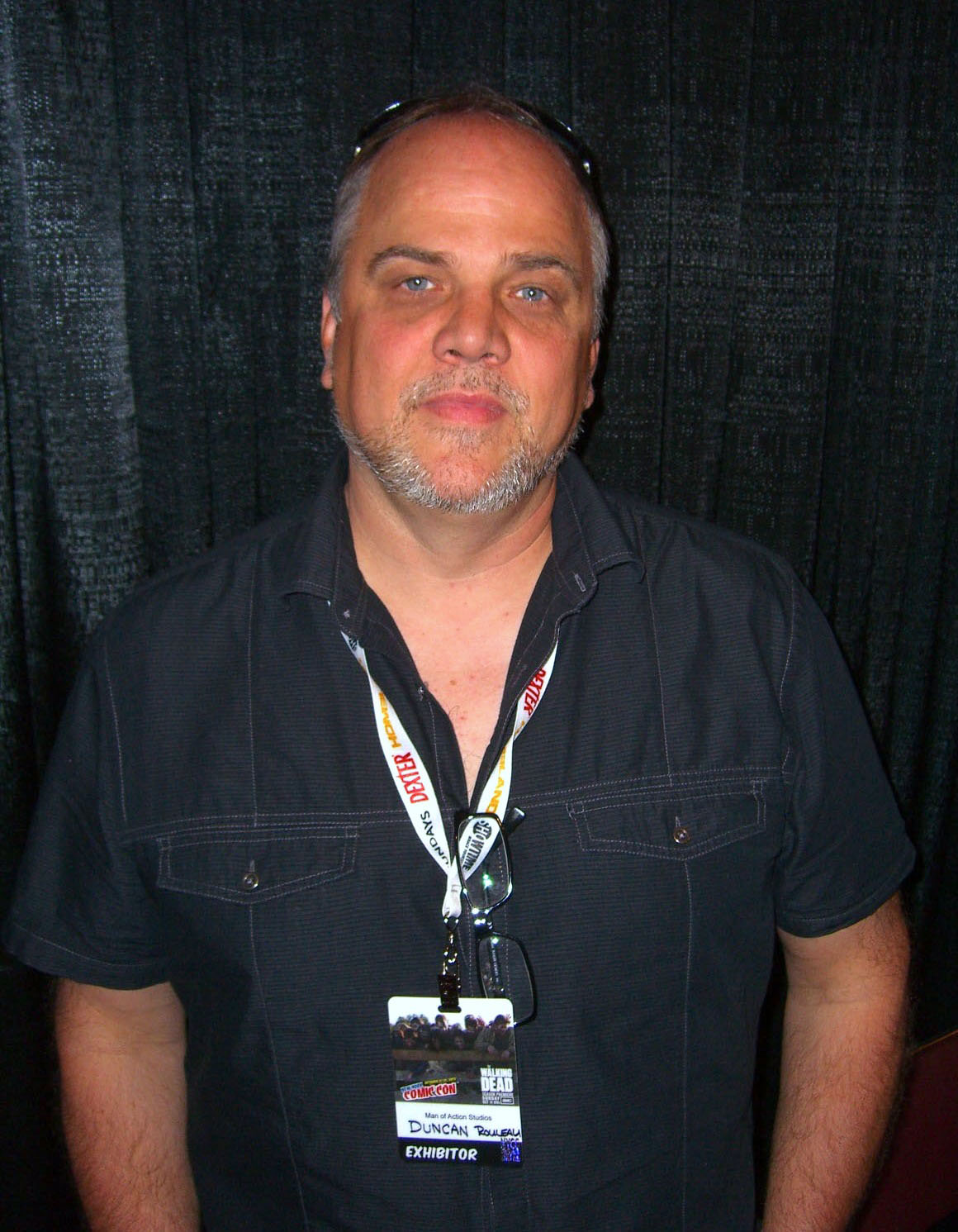
Duncan Rouleau en 2012

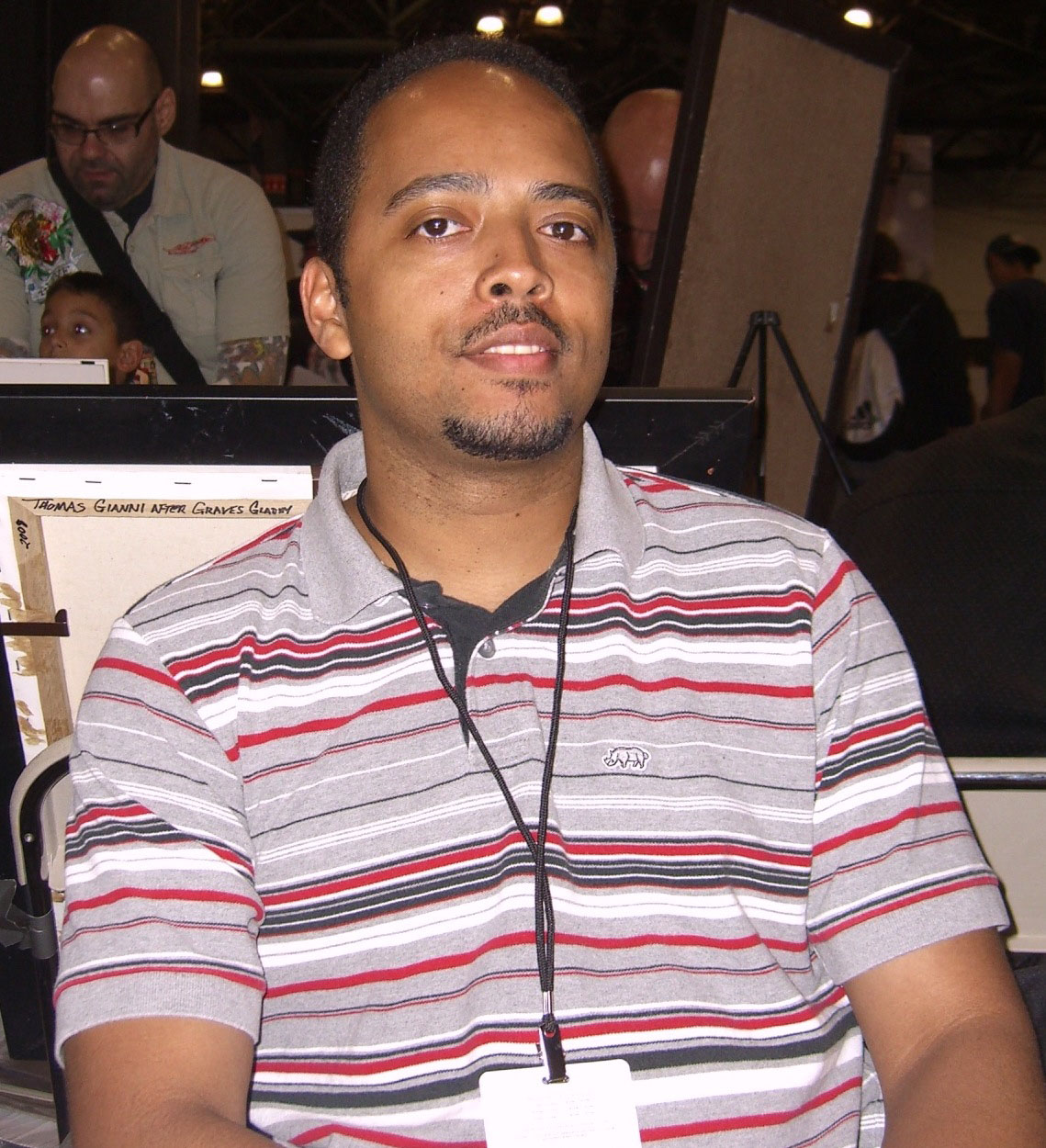
Clayton Henry (2010)

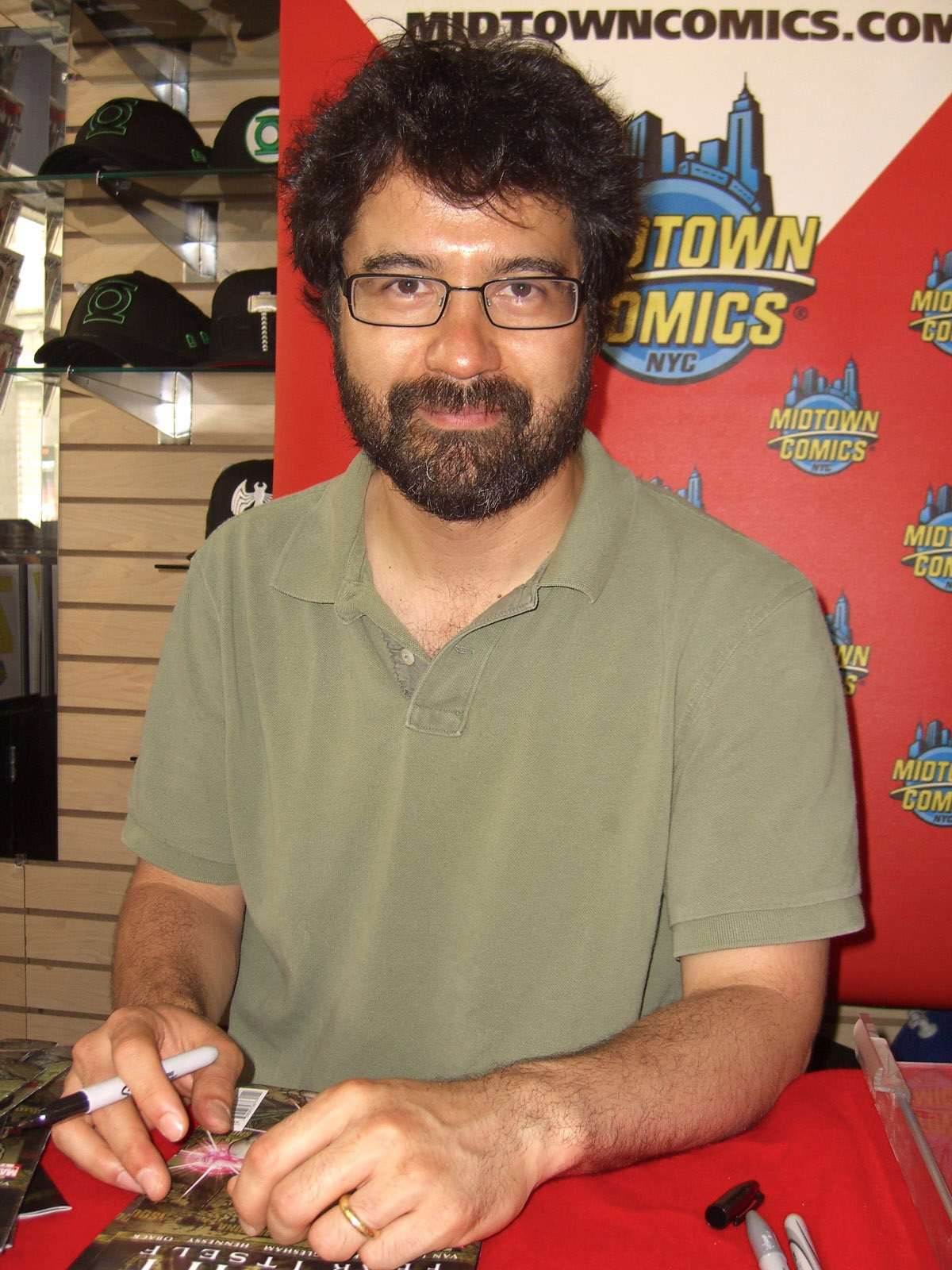
Greg Pak

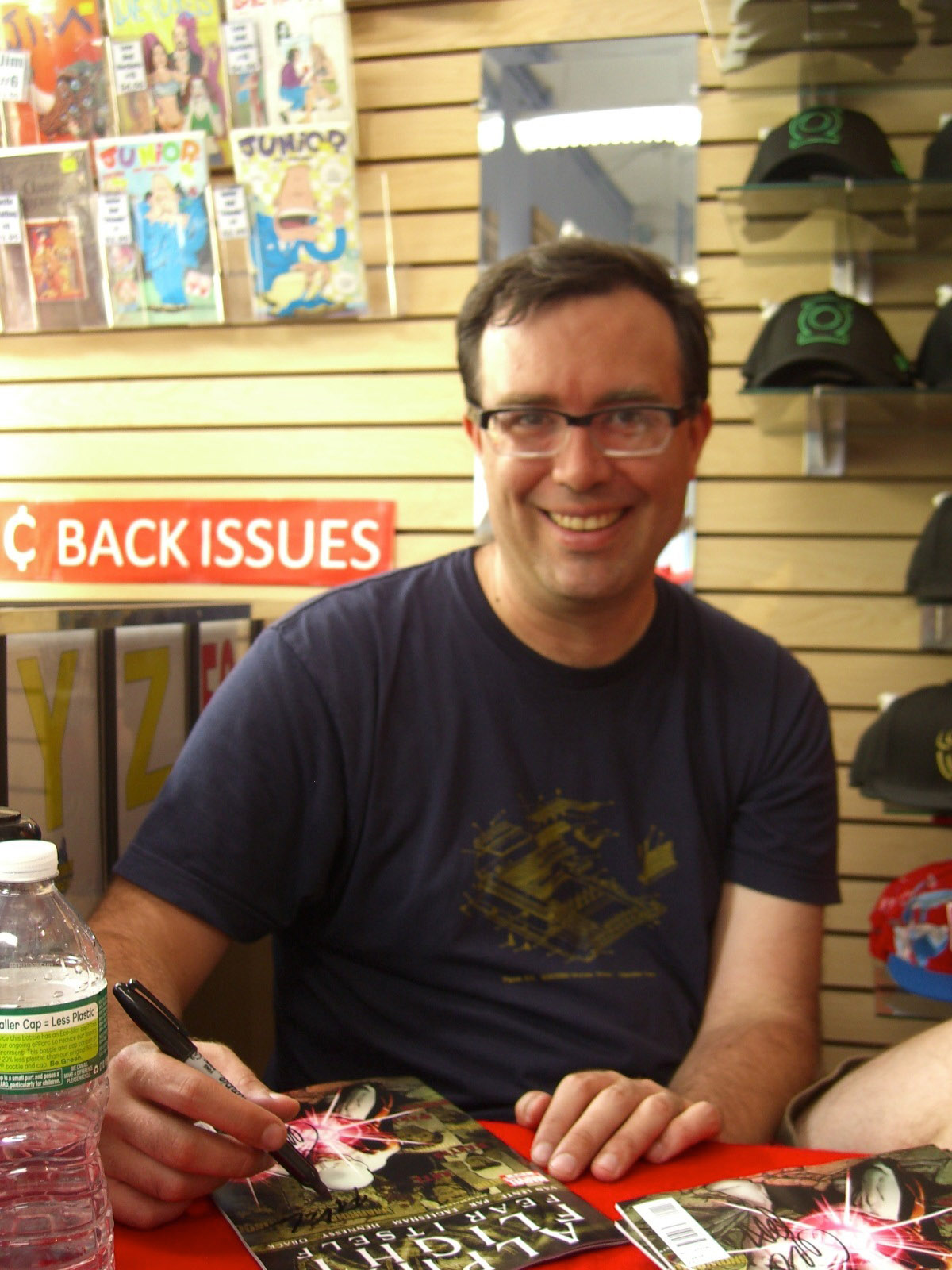
Fred Van Lente

| «                                | El principal grup superheroic del Canadà protegix el país contra tots els enemics, estrangers i domèstics. Són forts. Estan alerta. Són Alpha Flight. | » |
| — entradeta de la sèrie original | |   |

## Cronologia
Anglés de naixement, John Byrne emigrà al Canadà junt amb la seua família quan tenia sis anys, on descobrí els còmics de superherois americans; Byrne estudià durant tres anys a l'Alberta College of Art and Design de Calgary, durant els quals s'inventà un superheroi anomenat Gay Guy («xicot gai») que parodiava l'estereotip d'estudiant d'arts homosexual. Als vint anys també creà un grup de superherois canadencs que, més avant, esdevindrien Alpha Flight: Guardian, Snowbird, Chinook (Shaman) i un altre personatge anomenat Phoenix que no tenia res a vore amb el qual més tard s'encarregaria de dibuixar en Uncanny X-Men.
L'any 1977, Byrne fou nomenat dibuixant regular dels X-Men, on ajudà a fer de Wolverine (traduït com Llobató en algunes aparicions fora del còmic) un dels personatges més populars de la sèrie: «Chris Claremont nomenà que Dave Cockrum (el dibuixant anterior) tenia la idea que, segurament, el parlament del Canadà no estaria massa content de vore com la seua inversió multimilionària (Llobató) fugia al sud, com molts altres recursos canadencs. També va suggerir que Ottawa enviaria algú, potser inclús un equip, per a retornar-lo».
En el número 109 (1978) apareix per primera volta el superagent Weapon Alpha («Arma Alfa») —que en acabant seria rebatejat Vindicator («Vindicador») per Claremont– vestit amb la bandera del Canadà i amb la missió de recuperar a Llobató. El guionista i coargumentista de la sèrie, Chris Claremont va demanar un personatge canadenc a Byrne. Aquest ja n'havia creat un cap a 1970 ó 1971 com antagonista del Capità Amèrica, però no s'havia arribat a publicar. L'uniforme original era molt semblat al d'un personatge creat després, el Captain Canuck, així que el va modificar el que va poder. L'aportació de Claremont es va limitar a l'escriptura i també va establir la relació prèvia entre Wolverine i ell.
El primer grup al complet no aparegué fins a l'última pàgina del número 120 d'Uncanny X-Men i durant tot el número següent, en lluita amb els X-Men a Calgary de nou per la nacionalitat de Llobató. Tots els membres del grup eren de nova creació de Byrne, excepte Snowbird, creada quan aquest feia una tira setmanal Gay Guy a la Universitat. Encara que el seu aspecte era diferent el nom procedeix d'aquella tira. Membres d'ambdós supergrups es tornen a trobar en els números 139 i 140 de la mateixa sèrie, esta volta junts contra el Wendigo a Hudson Bay.
Quant a la iconicitat dels personatges, Byrne volgué fer els Alpha Flight «instantàniament identificables com a canadencs per als lectors estatunidencs», però per a molts lectors canadencs «eren ridículs: un rerepaís d'estereotips regionals canadencs».
| «            | Jo no volia que tingueren sèrie pròpia ni vaig acabar de connectar amb ella quan els la donaren. Vaig renyir a muntó, buscant la "veu" adequada tant en el guió com en el dibuix. Però hi ha una legió de fans que proclamen que Alpha Flight està entre el millor de la meua obra. | » |
| — John Byrne | |   |

### Volum 1 (1983 a 1994)
Malgrat la reticència de John Byrne, l'any 1983 Marvel començà a publicar la sèrie regular d'Alpha Flight, amb ell com a dibuixant i guioniste: del número 1, un especial doble de quaranta-huit pàgines, se'n vengueren cinc-centes mil còpies, una fita ressenyable en eix any. La representació de llocs reals del Canadà és prou acurada, però les poques expressions en francés que apareixen en boca dels personatges francòfons pertanyen a l'estàndard europeu i no al canadenc.
No obstant això, Byrne aprofità la llibertat creativa que li havien donat per a experimentar amb la narració i jugar amb la psicologia dels personatges: l'exemple més curiós és el número 6 —inclòs en una iniciativa editorial anomenada Assistant Editor's Month («el mes dels editors adjunts»)– que conté diverses pàgines amb vinyetes en blanc que representen Snowbird dins d'una tempesta de neu. A més, molts dels primers números estaven protagonitzats per un personatge només, amb retrospectives complementàries sobre qualsevol altre membre: en el número 9, l'acció se centra en l'encontre contemporani de Sasquatch amb la Cosa i, en el passat d'Aurora.
En el 14, Puck utilitza passes de tauromàquia que aprengué «durant l'any a Espanya amb papà Hemingway»: la relació de Puck amb l'escriptor es contarà anys més tard, en Wolverine (vol. 1) 35 al 37, en els quals Llobató i ell reviuen la Guerra Civil Espanyola. En el 17, Llobató convenç Heather perquè siga la nova líder del grup: en eixe número, Byrne revisita la primera aparició de Mac Hudson (llavors Weapon Alpha) en Uncanny X-Men 109.
L'últim número realitzat per Byrne fou el 28. Al mateix temps, Marvel publicà una sèrie limitada de dos números, X-Men/ Alpha Flight, amb guió de Chris Claremont i dibuixos de Paul Smith, en la qual Loki (el déu nòrdic de l'engany) s'enfronta a ambdós grups: la història, intitulada The Gift («el regal»), té lloc abans del número 193 d'Uncanny X-Men. En els números 33 i 34, el guioniste Bill Mantlo dona més detalls sobre el passat de Llobató i la seua relació amb Mac i Heather Hudson, amb dibuixos de John Buscema.
Més tard, el guioniste Bill Mantlo introduí canvis significatius en la biografia d'alguns personatges com Puck o els bessons Beaubier. L'últim número escrit per Mantlo és el 66, en el qual els personatges trenquen la quarta paret i es rebel·len contra la pretensió del narrador de matar-ne un.
Els números 97, 98, 99 i 100 van ser reimpressos amb un mes de diferència com a sèrie limitada de quatre números sota el títol Alpha Flight Special: durant eixa història, obra de Fabian Nicieza, un dels «Alphans» descobrix que té càncer de mama i el grup s'ajunta amb els Venjadors contra l'amenaça de Galactus, que pretén devorar un altre planeta.
Després de moltes insinuacions, Northstar ix de l'armari enmig d'una lluita contra el Major Mapleleaf («majoral fulla d'auró») en el número 106, guionitzat per Scott Lobdell: es coneix que Byrne ja va crear el personatge com a tal i n'havia donat pistes, però la Comics Code Authority de l'època no permetia mostrar l'homosexualitat en còmics adreçats a la xicalla.
La sèrie va ser cancel·lada en el número 130 l'any 1994 per raons comercials, però els Alpha Flight encara aparegueren el mateix any en la sèrie limitada de quatre números Northstar, protagonitzada pel mutant mont-realer. Durant els tres anys següents, els membres del grup aparegueren en altres col·leccions, junts o en solitari: per exemple, Sasquatch i l'edifici del Departament H apareixen en Generation X i Guardian en el número 95 de la sèrie pròpia de Wolverine.

### Volum 2 (1997 a 1999)
Després de la saga d'Onslaught, al final de la qual els Venjadors i els Quatre Fantàstics desapareixen, Marvel va rellançar personatges antics en sèries noves com Thunderbolts, Heroes for Hire i el segon volum d'Alpha Flight (precedit per un especial «Flashback» que relata el casament de Mac i Heather Hudson). La sèrie, escrita per Steve Seagle i dibuixada per Scott Clark durant els huit primers números, presentava personatges nous (Flex, Murmur i Radius) i vells (Guardian, Puck, Sasquatch, Shaman, Vindicator) en una trama de conspiració governamental comparada amb la de The X-Files. Els nous Alpha Flight es tornen a enfrontar a Llobató i els X-Men en el número 9 i en Uncanny X-Men número 355, ambdós escrits per Seagle i contats des de la perspectiva de cadascun dels dos grups. En l'anual de 1997, els Alpha Flight compartixen protagonisme amb els Inhumans contra Ultimo.
A partir del número 12 la sèrie canvia de to amb el nou dibuixant, Duncan Rouleau; en el número 17 debuta el supergrup japonés Big Hero 6, creat per Rouleau i Seagle (els quals, més avant, cocrearien Ben 10 i Generator Rex) però fou cancel·lada amb el número 20. Una de les trames inconcloses d'este volum es resolgué més tard en els números 142 al 145 de la sèrie Wolverine.

### Volum 3 (2004 a 2005)
Escrita per Scott Lobdell i dibuixada per Clayton Henry, la tercera sèrie titular —amb l'afegit clàssic all new, all different («totalment nous, totalment diferents»)– presenta una nova encarnació del grup encapçalada per Sasquatch on no hi ha cap altre dels Alphans anteriors. L'humor que Lobdell aplicà en els dotze números d'esta col·lecció, a l'estil de la Lliga de la Justícia de J.M. DeMatteis, no va ser ben rebut pel públic.
El grup original és destruït per The Collective («el col·lectiu») en el número 16 de New Avengers (2006), guionitzat per Brian Michael Bendis: el fet que l'aniquilació es produïsca entre vinyetes fou objecte de queixes per part dels fans, encara que artistes com Neal Adams dubtaven de la veracitat de la història.

### Omega Flight(2007)
Després dels crossovers Civil War («guerra civil») i The Initiative («la iniciativa»), Sasquatch funda un supergrup nou amb el nom dels antics antagonistes dels Alpha format per Beta Ray Bill, l'U.S. Agent, Arachne, Talisman i Michael Pointer. Escrita per Michael Avon Oeming i dibuixada per Scott Kolins, fans declarat del grup original, la sèrie Omega Flight durà cinc números, després dels quals el grup es desfà.
Assetjat pels fans en un fòrum d'Internet, l'any 2009 l'editor Tom Brevoort responia a les exigències d'una nova sèrie:
| «              | El problema d'Alpha Flight és que les dues coses que els feien interessants en la seua primera època eren uns nous personatges misteriosos i emocionants que s'havien barallat amb els X-Men […] i el fet que llur sèrie l'escrivia i dibuixava John Byrne en el moment de més poders i popularitat. Però si furgues un poc, el concepte principal de la sèrie està basat en la geografia, la qual cosa et limita: són com els Venjadors, però al Canadà. | » |
| — Tom Brevoort | |   |

### Chaos War: Alpha Flight(2011)
L'alineació original d'Alpha Flight (amb Marrina, però sense Puck, que es troba en l'infern amb Llobató) reapareix en un número especial com a conseqüència dels fets que tenen lloc en la saga Chaos War («guerra del caos»). Est especial obrí la porta a un altre intent de reviscolar els grup: abans que apareguera la següent col·lecció, el nom del guioniste Fred Van Lente ja sonava com una bona opció per a escriure-la.

### Volum 4 (2011 a 2012)
L'última línia argumental amb l'equip original comença durant les eleccions federals del Canadà de 2011 amb un número especial 0.1, seguit d'una sèrie limitada de huit números (els tres primers emmarcats en la saga Fear Itself («la por mateixa»). El dibuix és obra de l'artiste quebequés Dale Eaglesham, la muller del qual és traductora i s'encarregà dels texts en francés del Quebec. En el número 4, Alpha Flight s'enfronta a un altre supergrup canadenc, Alpha Strike; en el 7, Llobató descobrix que u dels Alphans és un impostor.

### Altres aparicions
Northstar es casa amb la seua parella en el número 51 d'Astonishing X-Men (2012): l'esdeveniment ja havia sigut previst per Pak i Van Lente i el casament havia de tindre lloc en el volum 4 de la sèrie, però Marvel la cancel·là dos números després d'anunciar que anava a continuar-la mensualment.
D'ençà, Puck aparegué en Uncanny X-Force i els Omega Flight en Avengers (vol. 5) 10, però el llavors editor en cap, Axel Alonso, afirmà que «no hi ha plans immediats per a una nova sèrie d'Alpha Flight, […] almenys en la seua última encarnació.»
Paradoxalment, DC Comics anuncià una Justice League of Canada per al 2014, en la qual la Lliga de la Justícia es trasllada a Toronto: en paraules del guioniste, Jeff Lemire, «no és com Alpha Flight, ja que no hem creat una rècua de personatges massa canadencs; tots eixos personatges són arquetips canadencs quasi repetitius.»
El 2016, el nom d'Alpha Flight es reutilitzà per a un supergrup encarregat de defendre la Terra d'invasions alienígenes, aparegut per primera volta en la sèrie Captain Marvel, protagonitzada per Carol Danvers i els alphans Aurora, Puck i Sasquatch, establerts en l'estació espacial Alpha.
El 2019, Marvel publicà un especial intitulat Alpha Flight: True North que conté tres històries separades: en la primera, "Mired in the Past” guionitzada per Jim Zub i il·lustrada per Max Dunbar, Snowbird i Talisman investiguen un esdeveniment místic a un poblet; la segona, "Monsters", de Jed MacKay i Djibril Morissette-Phan, està ambientada en el passat i centrada en la relació entre Puck i Marrina; la tercera, "Illegal Guardians", per Ed Brisson i Scott Hepburn, se centra en la situació de Vindicator.

### Volum 5 (2023)
Emmarcat en la saga Fall of X, la nova encarnació d'Alpha Flight (Hudson, Snowbird, Puck i Shaman) rep un nou encàrrec del govern: protegir el Canadà d'un hipotètic atac mutant, la qual cosa els enfronta als antics companys.
La següent reaparició del grup tingué lloc en el número 12 del volum 7 d'X-Men.

## Personatges principals
Encara que alguns personatges com Llobató, Northstar o Wildchild han tingut seguida abans o després de les col·leccions titulars d'Alpha Flight, la majoria dels protagonistes o secundaris pertanyen quasi en exclusivitat a la història particular del grup canadenc. En negreta, els personatges que han format part d'alguna etapa del grup titular o de les categories inferiors (Beta Flight, Gamma Flight, Omega Flight). De tots ells, Sasquatch és l'únic que ha format part de totes les èpoques del grup. A més, cal tindre en compte que Guardian i Vindicator s'han intercanviat el nom més d'una volta.

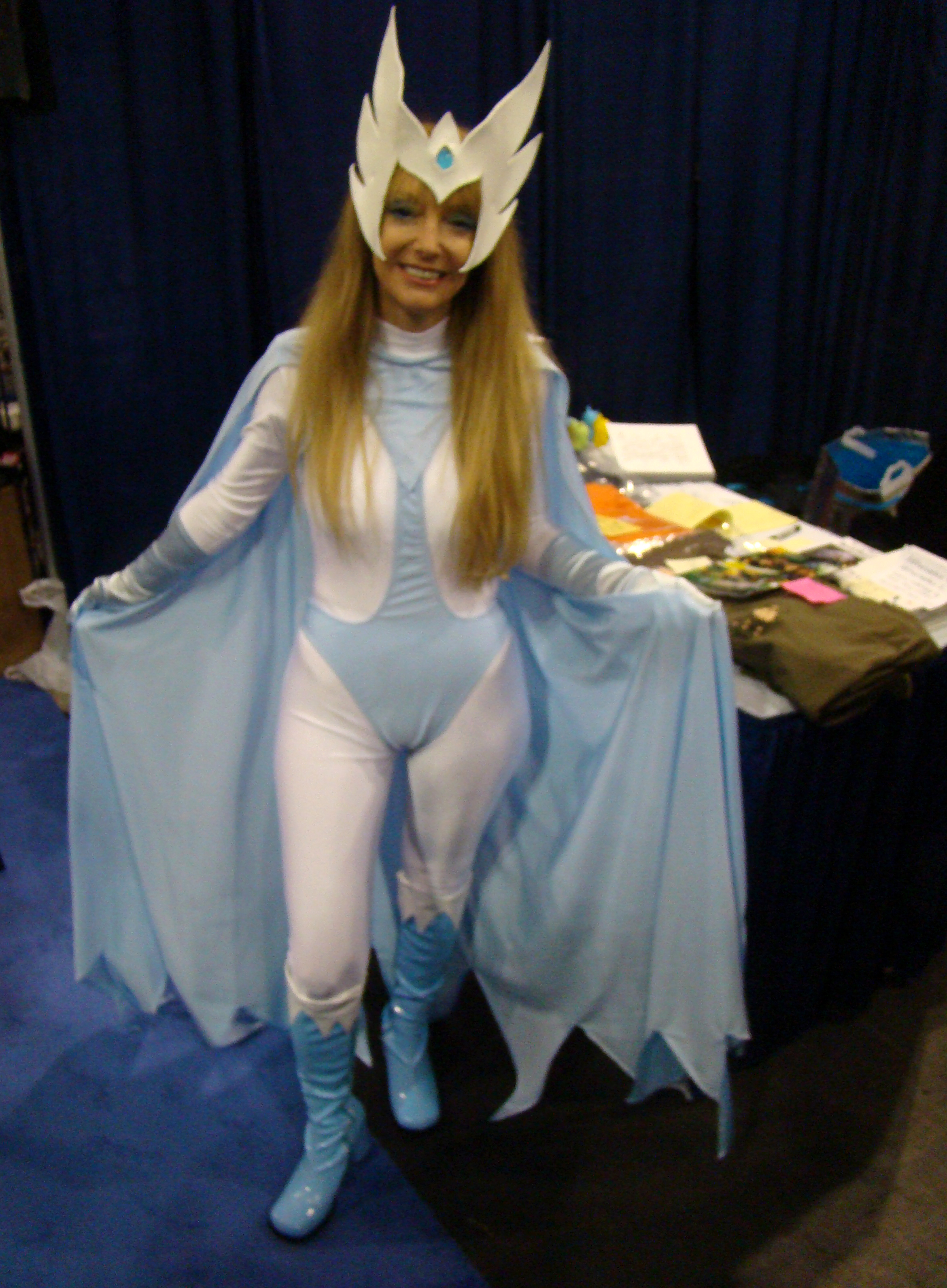
Cosplay de Snowbird, un dels Alphans

| àlies               | aparició                | nom real                    | procedència      | superpoders                                          |
| ------------------- | ----------------------- | --------------------------- | ---------------- | ---------------------------------------------------- |
| Llobató             | Incredible Hulk 180     | James Howlett Logan         | Alberta          | factor curatiu, esquelet reforçat, garres retràctils |
| Guardian            | Uncanny X-Men 109       | James MacDonald Hudson      | London (Ontario) | trage d'energia electromagnètica                     |
| Aurora              | Uncanny X-Men 120       | Jeanne-Marie Beaubier       | Mont-real        | invencibilitat, supervelocitat, vol                  |
| Northstar           | Uncanny X-Men 120       | Jean-Paul Beaubier          | Mont-real        | invencibilitat, supervelocitat, vol                  |
| Sasquatch           | Uncanny X-Men 120       | Walter Langkowski           | Vancouver        | superforça                                           |
| Shaman              | Uncanny X-Men 120       | Michael Twoyoungmen         | reserva Sarsi    | màgia xamànica                                       |
| Snowbird            | Uncanny X-Men 120       | Narya / Anne McKenzie       | Yellowknife      | metamorfosi, vol                                     |
| Vindicator          | Uncanny X-Men 139       | Heather Hudson              | Calgary          | trage geotèrmic                                      |
| Marrina             | Alpha Flight (v. 1) 01  | Marrina Smallwood           | Terranova        | amfíbia                                              |
| Puck                | Alpha Flight (v. 1) 01  | Eugene Milton Judd          | Saskatoon        | física sobrehumana, longevitat                       |
| Diamond Lil         | Alpha Flight (v. 1) 01  | Lillian Crawley             |                  | invulnerabilitat                                     |
| Box                 | Alpha Flight (v. 1) 01  | Roger Bochs                 | Moose Jaw        | armadura robòtica controlada per telepatia           |
| Wild Child          | Alpha Flight (v. 1) 01  | Kyle Gibney                 |                  | agilitat i sentits ferals                            |
| Master of the World | Alpha Flight (v. 1) 02  | Eshu                        | Euràsia          | habilitats sobrehumanes, trage de combat             |
| Nemesis             | Alpha Flight (v. 1) 08  | Isabel St. Ives             | Quebec           | espasa mistica, vol                                  |
| Box                 | Alpha Flight (v. 1) 16  | Madison Jeffries            |                  | alquímia del metall, plàstic i vidre; telepatia      |
| Talisman            | Alpha Flight (v. 1) 19  | Elizabeth Twoyoungmen       |                  | talismà xamànic                                      |
| Purple Girl         | Alpha Flight (v. 1) 41  | Kara Kilgrave               | Toronto          | control mental per feromones                         |
| Nemesis             | Alpha Flight (v. 1) 76  | Jane                        | Quebec           | espasa mistica, teleportació, vol                    |
| Windshear           | Alpha Flight (v. 1) 87  | Colin Ashworth Hume         | Toronto          | control sobre molècules d'«aire dur»                 |
| Major Mapleleaf     | Alpha Flight (v. 1) 106 | Louis Sadler                |                  |                                                      |
| Flex                | Alpha Flight (v. 2) 01  | Adrian Corbo                | Hull House       | transforma les extremitats en fulles de metall       |
| Manbot              | Alpha Flight (v. 2) 01  | Bernie Lechenay             | ?                | cibernètica                                          |
| Murmur              | Alpha Flight (v. 2) 01  | Arlette Truffaut            | Ciutat de Quebec | suggestió mental per contacte físic                  |
| Radius              | AF: In the Beginning    | Jared Corbo                 | Hull House       | camp de força unipersonal que no pot desactivar      |
| Centennial          | Alpha Flight (v. 3) 01  | Rutherford B. Princeton III |                  | immortalitat                                         |
| Major Mapleleaf     | Alpha Flight (v. 3) 01  | Louis Lou Sadler Jr.        |                  | cavall màgic                                         |
| Nemesis             | Alpha Flight (v. 3) 01  | Amelia Weatherly            |                  | espasa mística, viatge en el temps, vol              |
| Puck                | Alpha Flight (v. 3) 01  | Zuzha Yu                    |                  | agilitat i força sobrehumanes                        |
| Yukon Jack          | Alpha Flight (v. 3) 01  | Yukotujakzurjimozoata       |                  |                                                      |

### Antagonistes
A banda dels X-Men, el Master of the World (Amo del Món) i llurs caps del Departament H —sovint en contra del grup–, els Alpha Flight s'enfrontaren durant l'etapa de Byrne the Great Beasts («les Grans Bèsties»), un panteó de monstres mitològics enemics dels déus inuits:
| aparició               | nom     | renom                 | poders                        |
| ---------------------- | ------- | --------------------- | ----------------------------- |
| Alpha Flight (v. 1) 1  | Tundra  | la bèstia de la terra | connexió mística amb el terra |
| Alpha Flight (v. 1) 6  | Kolomaq | la bèstia de les neus | conjura gel, neu i tempestes  |
| Alpha Flight (v. 1) 18 | Ranaq   | el devorador          | conjura desigs, possessió     |
| Alpha Flight (v. 1) 24 | Kariooq | el corruptor          | ?                             |
| Alpha Flight (v. 1) 24 | Somon   | al gran artificier    | control de les Grans Bèsties  |
| Alpha Flight (v. 1) 24 | Tolomaq | la bèstia de foc      | ?                             |